# اچ‌ام‌اس کاساندرا (آر۶۲)
اچ‌ام‌اس کاساندرا (آر۶۲) (به انگلیسی: HMS Cassandra (R62)) یک کشتی بود که طول آن ۳۶۳ فوت (۱۱۱ متر) بود. این کشتی در سال ۱۹۴۴ ساخته شد.